# Matt Pokora
Matt Pokora, nascut el 26 de setembre del 1985 sota el nom de Matthieu Tota a Estrasburg (França), és un cantant – cantautor, intèrpret, compositor i ballarí – francès de música pop i RnB. D'origen polonès, Pokora és fill de l'exjugador de futbol professional de l'equip d'Estrasburg, André Tota. És conegut per haver guanyat el programa de telerealitat Popstars i per la seva carrera en solitari en què ha aconseguit fer-se un lloc destacat en el panorama de la música francesa, sent un dels cantants més desitjats actualment a França.

## Infància
Mattiheu Tota va estudiar de ben petit a l'escola elemental de doctrina cristina d'Estrasburg. A mesura que es va fent gran, freqüenta el Liceu Paul-Émile Victor de Moundolsheim, a Estrasburg, i finalment acaba la seva etapa escolar al Lycée Arstide Briand, situat també a Estrasburg.

## Participació en el programaPopstars(2003-2004)
Tot i que ja tocava en un grup de música RnB del seu poble, de nom Mic Unity, no és fins que es presenta el 2003 a la tercera temporada del programa de telerealitat del canal de televisió francès M6 Popstars, que en Mattiheu Tota aconsegueix finalment l'èxit entre el gran públic. El concepte del programa consisteix a fer passar un càsting, dividit en diferents etapes, a milers de joves de forma a crear una boysband o girlsband.
L'any en què participa Mattiheu esdevé crucial per a ell, ja que, no només ha de passar el càsting, sinó que a més, ha de competir amb un grup de noies. Aquell any M6 decideix confrontar i crear un grup de nois i noies. Qui aconsegueixi guanyar el concurs, guanya l'oportunitat d'enregistrar un disc sota el segell discogràfic d'Universal. Mattiheu surt victoriós per doble. D'una part, guanya el programa juntament amb Lionel i Otis, els dos membres restants del que esdevindrà els Linkup, i d'altra part, aconsegueix fer-se passar per major d'edat. Les bases del concurs no deixaven participar menors d'edat, però  Mattiheu, conscient de l'oportunitat que suposava Popstars, falsifica el seu canet d'identitat i es fa passar per major d'edat.
D'altra banda, malgrat haver perdut, el grup de noies, format per Marylore, Angel', Pookie, Ophélie Cassy i Alexandra, treu un primer single al mercat, del que han de vendre més de 125 000 còpies per poder tenir l'oportunitat d'enregistrar un àlbum; les aconsegueixen i graven doncs l'àlbum del mateix nom que el grup (Diadems), però sense enfonsar les vendes de la formació masculina atès que el públic prefereix els Linkup.
Uns mesos després les Diadems se separen definitivament mentre que els Linkup coneixen un èxit fulgurant, però efímer. I és que tot i la molt bona acollida pel públic, el disc del grup - disc d'or i número u en vendes - “Notre Étoile” (El Nostre Estel, en català) no arribarà als 3 singles. En efecte, el segon single “Une seconde d'éternité” (Un segon d'eternitat, en català), troba dificultats en vendre’s, tot i una classificació honorable als tops vendes del país. Per animar les compres la discogràfica decideix fer cantar els Linkup amb la boysband britànica d'aquell moment, els Blue, que justament treuen al mercat el single “Bubblin” de comiat (els Blue anuncien la seva separació). La cançó és adaptada per incorporar les veus d'en Mattiheu, Lionel i Ottis i titulada “You and me Bubblin” Els resultats de la venda del single no són els esperats i en Mattiheu Tota, que ja fa temps que somia en una carrera en solitari, decideix separar-se.> El single “You and me Bubblin” es converteix de sobte, no només en el comiat dels Blue, sinó que també en el comiat dels Linkup.
Mattiheu comença doncs a preparar el seu primer àlbum en solitari, que segons ell, s'aproxima més a l'estil de música que li agrada l'RnB. Disc que aconsegueix la col·laboració de grans figures del món de la música RnB francesa, com ara en Kore & Skalp.

## Debut en solitari de M. Pokora (2004-2005)
Per l'estrena d'aquest primer àlbum en Mattiheu pren la decisió de ficar-se un nom artístic. Des d'ara, ja no serà en Mattiheu de Popstars, però en Matt Pokora. “Pokora” significa humilitat en polonès, llengua dels seus orígens.
El 2004 finalment surt l'àlbum sota el títol “Matt Pokora”. El disc aconsegueix ser Disc d'Or i catapultar el cantant a l'èxit quasi definitiu, ja que encara li quedarà consagrar-se. Amb aquest primer disc en Matt protagonitza de sobte pràcticament totes les portades de les revistes per adolescents, de música, premsa rosa, televisió... franceses, belgues (només el costat francès, vegeu-ne més a Bèlgica) i luxemburgueses. És portada de tots els programes musicals del país, la seva cara apareix en bona part dels rètols publicitaris fins al punt de saturar. Els singles se succeeixen: “Showbiz”, “Elle me contrôle” (Ella em controla, en català), “Pas sans toi”” (No sense tu, en català),... Per la discogràfica Universal no hi ha cap dubte, el Matt Pokora té futur.
Tanmateix, arriben les polèmiques. En plena promoció del disc i en mig del procés de creació del segon àlbum, el cantant francès, també d'RnB, Matt Houston, denuncia el jove estrasburgués, ja que considera que li ha plagiat el nom. Segons ell, Matt Pokora porta a confusió. El cantant no té cap altra alternativa, la justícia sentencia del costat d'en Matt Houston, i el Matt Pokora passa a adoptar el nom de M. Pokora.

## Segon treball discogràfic (2005-2007)
Al febrer 2006 surt el segon treball discogràfic de l'ara M. Pokora, anomenat més amicalment pels fans MP (pronunciat a l'anglesa). L'àlbum “Player” (Jugador, en català) i el single “De retour” (De tornada, en català) troben ràpidament l'èxit desitjat, ja que es classifiquen al número 1 de les vendes.
El disc compta amb la col·laboració del raper francès Tyron Carter, els productors belgues Bionix, Rachid Mir i Christian Dessart, el cantant de reggae Red Rat i el rapper francès i guatemalenc Zoxea. El seu segon single “Oh, la, la, la (Sexy Miss)” aconsegueix ser, finalment, cançó de l'estiu a França i la resta de països francòfons (Bèlgica, Luxemburg…), convertint-se en fenomen de masses. L'àlbum endemés, i per animar les vendes, ve acompanyat d'un calendari en què el cantant s'hi despulla pels fans. Tot un reclam!
En plena eufòria en Roberto Ciurleo, director de la radioformula NRJ, convens el cantant Ricky Martin de fer un duet amb ell. En Ricky accepta i el 2006 surt al mercat la reedició en francès d'”It’s Alright” (cantada pels dos), coincidint amb la posada en marxa del segon single del desè àlbum del cantant porto-riqueny. El single aconsegueix classificar-se en primeres posicions a França i el duet crea polèmica.
Poc després d'haver sortit el single, la premsa francesa comença a especular sobre la possible relació d'amor entre Ricky Martin i l'M. Pokora. La notícia s'escampa arreu del món i es converteix en el tema de discussió de la premsa rosa francesa, però també internacional. L'M. Pokora haurà de desmentir-ho en diverses ocasions. De fet, es pot dir que el rumor encara persisteix atès que segueix responent avui dia a la pregunta “Ets gai?”.
Paral·lelament, l'exconcursant de Popstars enceta concerts, els uns rere els altres, en una gira titulada “Player Tour” en què trobarà el moment d'apogeu al concert del Palais Omnisport de Paris-Bercy (Paris, França). Un concert que després es plasmarà en DVD, “Player Tour Live”, i per escrit en un llibre que traça la trajectòria del cantant: “Et je me souviens de toi” (I me’n recordo de tu, en català).
L'èxit és tan aclaparador que l'M. Pokora decideix crear en plena gira el seu propi segell discogràfic, M2theP Entretainment, que passa a produir en Tony Carter. En Tony Carter, en duet amb M. Pokora, treu al mercat un primer single “Ne me dis pas” (No em diguis, en català), però no aconsegueix a atènyer els números u del país. Poc després treu un primer àlbum “Mon hold-up” (El meu hold-up, en català), però segueix sense èxit, de fet es queda a acaballes de les darreres posicions dels venuts. El segon single, “Juste pour le weekend” (Només el cap de setmana), és anul·lat de seguida.

## L'aventura internacional (2007-2009)
Després de la gira, en Matt s'embarca en direcció Nova York de forma a crear nous vincles amb productors estrangers i així aventurar-se en una carrera internacional. A mesura que passen els dies va trobant diferent gent de gran influència i importància del món de l'RnB americà, entre els quals troben el Ryan Leslie, el productor Jonathan Rotem... Gràcies a aquestes trobades es dona per acabada la gravació del tercer àlbum, que es fa aquesta vegada sota el segell discogràfic d'EMI Music França i que està cantat íntegrament en anglès tret de dues cançons que es van vendre exclusivament a França en francès “Quitte à me jouer” (Amb el risc de jugar-me-la) i “Sur ma route” (En el meu camí). El nom de l'àlbum, “MP3”, té doble sentit tant en anglès com en francès. En francès vindria a ser mp3, fent referència als fitxers de música, anunciant així la venda per Internet del disc, i en anglès, MP3 de M. Pokora i del número 3, fent referència al tercer disc.
El nou disc crea ràpidament l'expectativa, ja que el single està cantat conjuntament amb Timbaland, l'un dels productors-compositors-cantant guru de l'ofici. El single “Dangerous” (Perillós, en català) puja fulgurantment el dia de la sortida (24 de mars del 2008) al número u a França, Mèxic, Polònia, Alemanya, Finlàndia, Bèlgica, Luxemburg, Suïssa i Andorra, aconseguint el disc d'or. Cal dir que a Espanya l'àlbum va passar mig desapercebut, tret de a Catalunya on Ràdio Flaixbac en va fer una forta promoció, malgrat la insistència de les revistes de música i per adolescents, entre d'altres.
A Polònia precisament aconsegueix el guardó ESKA Music Awards de Millor Artista Pop Internacional de l'Any 2009. Però la cosa no dura per gaire temps. El segon single, “They Talk Sh#t About Me”, debuta en el 24è lloc de les vendes a França, cosa que es justifica fàcilment. A França, la llei obliga les ràdio a:
- Emetre més del 50% de la música en francès
- Donar prioritat a la música en francès
- Classificar els cantors en dos grups (Internacional, aquell que canta en una altra llengua que no sigui el francès, i Nacional, gent que compta amb un disc cantat a 50% en francès)

A partir d'aquí, les ràdio comencen a negar-se a fer promoció del disc, i l'M. Pokora no aconsegueix fer front a la indústria Nord-americana que té la capacitat d'estar allà on vol.
Així doncs, segueixen els singles, “Catche Me If You Can” o “Throught the Eyes”, però sense gaire èxit tret de Polònia. Cal dir que no és per falta d'intentar-ho: en el clip apareix la Julie Ricci, exconcursant del programa de telerealitat Top Model i del Secret Story francès. Finalment, el single que hauria d'haver sortit per reanimar la cosa “Danse pour moi” (Balla per mi, en català) no veu la llum i encara queda a l'espera de comercialitzar-se en algun àlbum.
Per acompanyar aquest nou disc una nova gira es posa en marxa, la Catch Me Tour 2008. Com ja va passar durant la primera gira, l'espectacle omple el Palais Omnisports de Paris-Bercy (Paris) el 18 de novembre del mateix any.
El mateix any, i degut als intensos rumors sobre la seva suposada homosexualitat, l'MP decideix concedir una entrevista a la revista de temàtica gai Têtu en el seu número 132.

## “Mise à jour” i “Updated” (2010-2011)
El dia 23 d'agost del 2010 es publica a França el quart àlbum del cantant titulat “Mise à jour” (Actualització, en català). A França l'àlbum és un èxit, el primer single “Juste ne photo de toi” (Només una foto teva, en català) és número u en vendes físiques i digitals. En canvi, l'edició anglesa del disc “Updated”, no aconsegueix emetre’s a cap ràdio internacional. En M. Pokora decideix doncs oblidar per complet el mercat exterior i centrar-se en França i Polònia, que seguirà sent l'únic país exterior que el seguirà. De fet, a finals de 2011 en M. Pokora treu en exclusiva i pràcticament només a Polònia (el single no funciona gaire a França) “Wanna Feel Now” amb Patricia Kazadi.
El segon single, “Mirage” (Miratge, en català), que serà l'últim en cantar-se en anglès i francès, aconseguirà el número 1 en vendes digitals i farà de l'àlbum Disc d'Or, tal com ho va anunciar el mateix cantant via Twitter. A partir d'aquí s'inicia una nova gira que correrà França, Bèlgica i Suïssa i surt l'àlbum del programa de televisió Chabada. Un àlbum en què M. Pokora adapta la cançó “À nos actes manqués” de Fredericks Goldman, un dels cantants llegendaris de la música francesa. La cançó és un èxit i es reedita “Mise à jour” incloent la cançó.

## Participació a “Dance avec les stars” i Cinquè àlbum
El 26 de gener del 2011, el canal de televisió francès TF1 anuncia la participació del cantant al programa “Dance avec les stars” (Balla amb els famosos, en català), és a dir, la versió francesa de “¡Mira quien baila!” (Mira qui balla!, en català). El 19 de mars del mateix any guanya el concurs. Tot i no semblar important, la seva participació en el programa el torna a impulsar-lo i en pocs dies torna a ser portada. Cal dir que, tot i les bones vendes del disc, els francesos encara tenen al cap el fracàs internacional del jove estrasburgués. Això fa que el seguiment no sigui el mateix. Afortunadament tot canvia amb aquest programa.
Tant és així que a finals de 2011 s'anuncia la sortida del nou àlbum “À la poursuite du bonheur” (Perseguint la felicitat, en català) que en poc temps ja és número 1 a frança, ven 50.000 exemplars a Bèlgica, es classifica molt bé al Luxemburg i Suïssa, i puja com l'escuma entre les descàrregues legals.

## El musical: Robin dels Boscos
Al mes de setembre del 2012 l'M Pokora anuncia que serà el personatge principal del musical Robin dels Boscos previst per al 2013. La història s'inspira de la llegenda medieval, però se situa quinze anys més tard, després que en Robin i la Marianne ja s'hagin separat. L'àlbum Ne renoncez jamais (del francès «No hi renuncieu mai» que acompanya el musical apareix el 25 de mars del 2013 amb gran èxit entre el públic col·locant-se en poc temps en el número 1 de les llistes de venda, entre les quals l'iTunes Store França. Abans d'això, però, s'integra a l'elenc dels Enfoirées que és una associació francesa d'ajuda als més desafavoritzats en què tots els anys un grup d'artistes conegudíssims i que venen d'allò més al país s'ajunten en un concert en el qual l'objectiu és col·lectar el màxim de diners de manera a pal·liar les mancances d'aquests grups socials. El concert també és l'ocasió de vendre un àlbum solidari que un cop més es va transformar en èxit absolut.

## Carrera al món de la moda
Al mes de setembre del 2013 l'M Pokora sorprèn el seu públic en un anunci del tot inesperat: l'M Pokora es passa a la moda. El cantant va decidir entrar en el difícil món de dissenyadors creant la seva pròpia marca de roba "Oôra by M Pokora". En un principi la marca es dedica al públic femení, en honor de la bellesa femenina, així ho va dir a la premsa. Per l'anunci tot de mitjans de comunicació varen ser convocats, i ràpidament les entrevistes van circular i amb molt bona acceptació. Això no obstant, cal dir que es tracta d'una sub-marca de Cache&Cache, una companyia francesa de roba femenina amb intenció d'internacionalització creada el 1985 pel Grup Beaumanoir.

## Discografia
Àlbums amb Linkup:
- 2003: Notre étoile

Singles amb Linkup:
- 2003: Mon étoile
- 2004: Pour une seconde d'éternité
- 2004: You & me bubblin' (amb els Blue)

Singles en solitari:
- 2004: Showbiz (primer àlbum)
- 2005: Elle me contrôle (primer àlbum)
- 2005: Pas sans toi (primer àlbum)
- 2006: De retour (segon àlbum)
- 2006: It’s Alright (segon àlbum/amb Ricky Martin)
- 2006: Oh la la la (segon àlbum)
- 2006: Mal de guerre (segon àlbum)
- 2008: Dangerous (tercer àlbum/ amb Timbaland)
- 2008: The Talk Shit About Me (tercer àlbum)
- 2008: Catch Me If You Can (tercer àlbum)
- 2008: Sur ma route (tercer àlbum)
- 2008: Throught The Eyes (tercer àlbum)
- 2010: Juste une photo de moi (quart àlbum)
- 2010: Mirage (quart àlbum)
- 2010: Olvidation (quart àlbum)
- 2011: À nos actes manqués (quart àlbum)
- 2011: Finally Found Ya (quart àlbum)
- 2011: En attendant la fin (quart àlbum)
- 2012: Juste un instant (cinquè àlbum)
- 2012: Wanna Feel You Now (single per a Polònia)
- 2012: On est là (cinquè àlbum)
- 2012: Merci d'être (cinquè àlbum)
- 2012: Envole-moi (single especial duet amb Tal)
- 2013: À nous (amb Marc Antoine)
- 2013: Hallelujah
- 2013: Le jour qui se rêve

Àlbums en solitari:
- 2004: Matt Pokora
- 2006: Player
- 2008: MP3
- 2010: Mise à Jour
- 2010: Updated
- 2012: À la poursuite du bonheur

## Premis
| Any  | Premi                                                                          | País     |
| ---- | ------------------------------------------------------------------------------ | -------- |
| 2006 | Hit Machine d'Or per l'artista masculí francòfon de l'any                      | França   |
| 2006 | NRJ Music Awards pel videoclip de l'any amb "Elle me contrôle"                 | França   |
| 2006 | NRJ Music Awards per la cançó francòfona de l'any amb "Elle me contrôle"       | França   |
| 2006 | HIT MACHINE d'or per l'artista masculí francòfon de l'any                      | França   |
| 2007 | NRJ Music Awards per l'artista masculí francòfon de l'any                      | França   |
| 2007 | NRJ Music Awards pel videoclip de l'any amb "De retour                         | França   |
| 2008 | Best Pop Artist per millor artista pop de l'any                                | Polònia  |
| 2008 | Premi d'honor com a artista internacional                                      | Alemanya |
| 2009 | ESKA Music Awards pel millor artista pop de l'any                              | Polònia  |
| 2011 | NRJ Music Awards per l'artista masculí francòfon de l'any                      | França   |
| 2011 | Le Ch'ti Award, premi d'honor per la carrera                                   | França   |
| 2011 | NRJ Music Awards per la cançó francòfona de l'any amb "Juste une photo de toi" | França   |
| 2012 | NRJ Music Awards pel millor artista francòfon masculí de l'any                 | França   |

## DVD
| Any  | Gira                           |
| ---- | ------------------------------ |
| 2005 | Un an avec M. Pokora           |
| 2006 | 100% VIP                       |
| 2007 | Player tour                    |
| 2013 | À la poursuite du bonheur Tour |

## Llibres (biografies)
| Any de publicació | Nom del llibre              | Editorial             |
| ----------------- | --------------------------- | --------------------- |
| 2006              | M.Pokora: La révolution R&B | Éditions de la Lagune |
| 2006              | Et je me souviens           | Éditions K&B          |
| 2008              | M. Pokora vu par            | Éditions Broché       |

## Gires
| Any       | Gira                           |
| --------- | ------------------------------ |
| 2006/2007 | Player tour                    |
| 2008      | Catch me tour                  |
| 2010/2011 | Mise à jour tour               |
| 2012      | À la Poursuite du Bonheur Tour |